# TuS Preußen Vluyn
Der TuS Preußen Vluyn (offiziell: Turn- und Sportverein Preußen 09 Vluyn e. V.) war ein Sportverein aus Neukirchen-Vluyn im Kreis Wesel. Die erste Handballmannschaft der Frauen nahm einmal am DHB-Pokal teil.

## Geschichte
Der Verein ging auf den im Jahre 1909 gegründeten Turnverein Jahn Vluyn zurück. Im Jahre 1921 wurde eine Fußballabteilung gegründet, die sich drei Jahre später im Rahmen der Reinlichen Scheidung als SC Preußen Vluyn abspaltete. Mitte des Jahres 1929 schloss sich der SC Preußen Vluyn mit dem SV Schaephuysen zusammen. Diese Verbindung wurde kurz nach dem Ende des Zweiten Weltkrieges wieder getrennt. Im Jahre 1949 fusionierte der Turnverein Jahn Vluyn mit dem SC Preußen Vluyn zum TuS Preußen Vluyn. Dieser fusionierte am 5. Februar 2018 mit der Fußballabteilung des SV Neukirchen zum FC Neukirchen-Vluyn.

### Handball
Die Handballabteilung wurde im Jahre 1966 gegründet. Die A-Juniorinnen wurden im Jahre 1973 bei einem Turnier in Krefeld westdeutscher Meister. Damit qualifizierten sich die Preußen für die Endrunde um die deutsche Meisterschaft in Rüsselsheim, wo die Mannschaft den fünften und letzten Platz belegten. Ein Jahr später bildete diese Mannschaft die erste Frauenmannschaft, die fünfmal in Folge aufstieg und Ende der 1970er und Anfang der 1980er Jahre vier Jahre lang in der Oberliga spielte. Petra Platen absolvierte als Spielerin sieben Einsätze in der deutschen Nationalmannschaft, bevor sie zu Bayer Leverkusen wechselte. In der DHB-Pokal-Saison 1977/78 qualifizierte sich der TuS Preußen für den DHB-Pokal. In der ersten Runde gelang ein 10:9-Sieg über den Bundesligisten Pulheimer SC, bevor die Preußen in der zweiten Runde dem Bundesligisten UTG Witten mit 13:17 unterlagen. Am 1. Juni 1983 schloss sich die Handballabteilung dem SV Neukirchen an.

### Fußball
Die Fußballer des TuS Preußen Vluyn stiegen im Jahre 1952 in die Bezirksklasse auf und standen sechs Jahre später erstmals vor dem Aufstieg in die Landesliga Niederrhein. Das Entscheidungsspiel um den Aufstieg gegen den punktgleichen Osterrather SV wurde verloren. Im Jahre 1964 gelang schließlich der Aufstieg in die Landesliga, dem jedoch 1965 der sofortige Wiederabstieg folgte. Der zweite Aufstieg in die Landesliga gelang im Jahre 1967, ehe es 1972 wieder runter in die Bezirksklasse ging. Drei Jahre später mussten die Preußen in die Kreisklasse absteigen. Der Wiederaufstieg gelang dann 1979, ehe die Vluyner zwei Jahre später zum dritten Mal in die Landesliga aufstiegen. Nach drei Jahren ging es 1984 wieder runter in die Bezirksliga. Drei Jahre später folgte der Abstieg in die Kreisliga. Im Jahre 1994 gelang die Rückkehr in die Bezirksliga, die bis 2001 gehalten werden konnte. Weitere Gastspiele in der Bezirksliga gaben die Preußen in der Saison 2004/05, von 2007 bis 2012 und in der Saison 2013/14.

## Persönlichkeiten
- Thomas Geist
- Julian Korb
- Konstantinos Mitroglou
- Petra Platen